# Linha Oeste da Fepasa

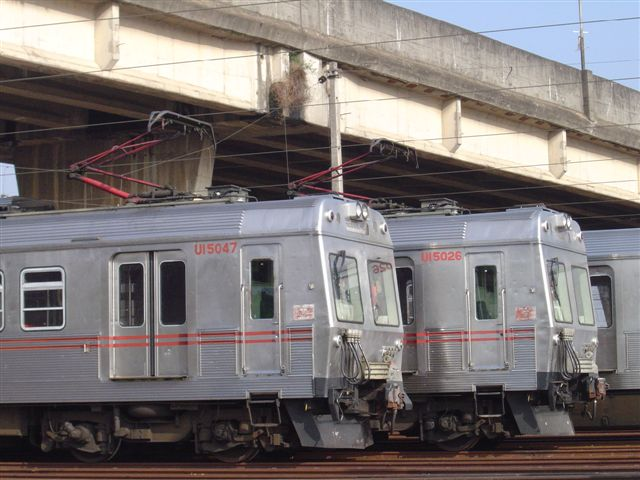
TUE Série 5000 nas cores da FEPASA (fabricado pela Cobrasma de Osasco, sob licença da empresa francesa Francorail).

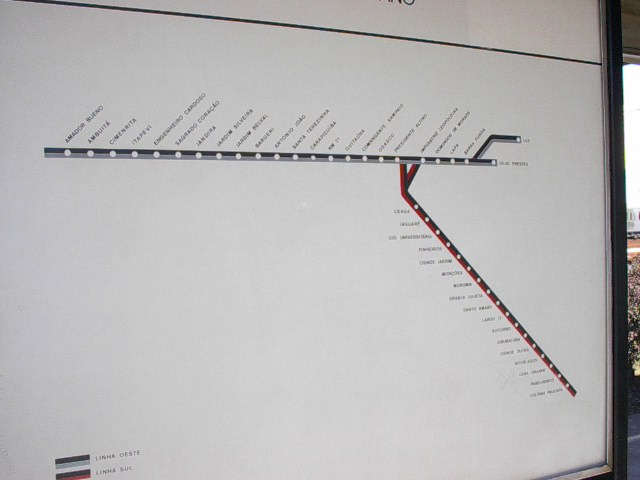
Mapa das linhas Oeste e Sul da Fepasa ainda existia na Estação Presidente Altino em 2003.

A Linha Oeste da Fepasa foi criada no início dos anos 1970, no lugar do antigo tronco oeste da Estrada de Ferro Sorocabana. Em 1996, a Linha Oeste foi incorporada pela CPTM, sendo renomeada Linha B–Cinza. Posteriormente, foi renomeada como Linha 8-Diamante, nome conservado até os dias atuais.

## História

### Antecedentes
Em 1934 a Estrada de Ferro Sorocabana criou o primeiro serviço oficial de trens de subúrbios em sua linha tronco e iniciou um período de melhorias nas linhas entre 1939 e 1960. Nesse período a linha tronco foi eletrificada, o Ramal de Jurubatuba foi construído, foram adquiridos novos trens, quatro estações foram reconstruídas e o sistema de sinalização CTC foi instalado. Essas melhorias se refletiram no aumento do número de passageiros. Em 1955 foram transportados nos subúrbios da Sorocabana 9,6 milhões de passageiros enquanto que dez anos depois o número alcançava 20,9 milhões. O crescimento da demanda de passageiros ultrapassou facilmente a infraestrutura da ferrovia, iniciando um processo de sucateamento da mesma. O auge desse movimento de superlotação e sucateamento ocorreu no início da década de 1970. Após contratar a Sofrerail em 1968 para elaborar um projeto de remodelação da rede ferroviária paulista, o estado promoveu em 1971 a reorganização das ferrovias paulistas (incluindo a Sorocabana) em torno de uma única empresa, batizada Ferrovia Paulista S.A. (Fepasa). Uma das primeiras ações da Fepasa foi contratar um plano diagnóstico dos subúrbios da ex-Sorocabana. A situação dos subúrbios piorava dia após dia, com trens e estações precárias. Ao mesmo tempo os trens batiam recordes, transportando 32,5 milhões de passageiros em 1975.

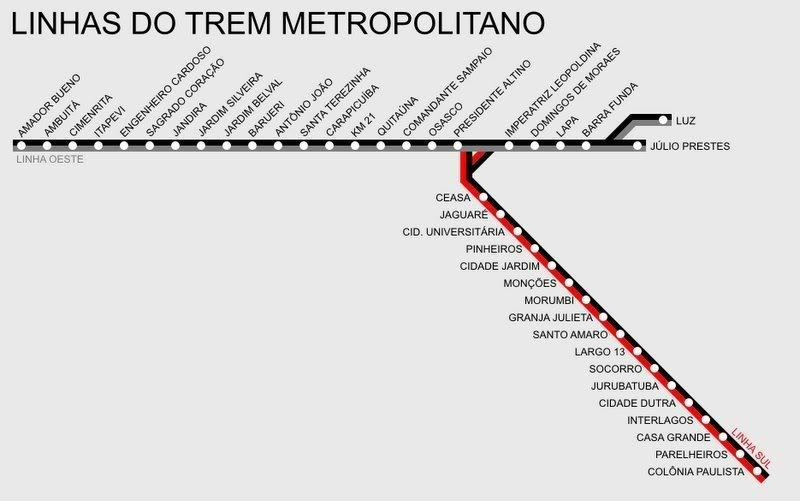
Mapa das linhas do trem metropolitano da Fepasa na década de 1970.

| Passageiros transportados nos subúrbios                     | Passageiros transportados nos subúrbios | Passageiros transportados nos subúrbios | Passageiros transportados nos subúrbios | Passageiros transportados nos subúrbios | Passageiros transportados nos subúrbios | Passageiros transportados nos subúrbios |
| Ano                                                         | 1955                                    | 1960                                    | 1965                                    | 1970                                    | 1975                                    |                                         |
| ----------------------------------------------------------- | --------------------------------------- | --------------------------------------- | --------------------------------------- | --------------------------------------- | --------------------------------------- | --------------------------------------- |
| Passageiros                                                 | 9 634 000                               | 19 268 000                              | 20 911 000                              | 26 330 000                              | 32 522 000                              |                                         |
| Fontes: Estrada de Ferro Sorocabana e Ferrovia Paulista S/A |                                         |                                         |                                         |                                         |                                         |                                         |

### Plano de Remodelação
Em 1973 as empresas Sofrerail e Engevix entregaram um plano diagnóstico propondo uma total reconstrução do sistema de subúrbios da Fepasa.
Entre 1976 e 1986, foram reconstruídas 22 estações, a Estação Júlio Prestes foi reformada e foram adquiridos 150 TUEs, sendo cem para a Linha Oeste, fabricados pela Cobrasma (sob licença Francorail). Ao lado das novas estações foram construídos terminais de ônibus e estacionamentos. 
As obras foram divididas em fases:

#### Fase I (1976–1979)
| Trecho/estações       | Empresas           | Custo previsto  | Inauguração           |
| --------------------- | ------------------ | --------------- | --------------------- |
| Julio Prestes         | Betumarco          | N/D             | 25 de janeiro de 1979 |
| Lapa                  | Christiani Nielsen | N/D             | 1979/1985             |
| Domingos de Moraes    | Christiani Nielsen | Cr$ 451 milhões | 25 de janeiro de 1979 |
| Presidente Altino     | Christiani Nielsen | Cr$ 451 milhões | 25 de janeiro de 1979 |
| Osasco                | Christiani Nielsen | Cr$ 451 milhões | 25 de janeiro de 1979 |
| Comandante Sampaio    | Christiani Nielsen | Cr$ 451 milhões | 25 de janeiro de 1979 |
| Km 21                 | Christiani Nielsen | Cr$ 451 milhões | 25 de janeiro de 1979 |
| Imperatriz Leopoldina | Betumarco          | Cr$ 451 milhões | 25 de janeiro de 1979 |
| Carapicuíba           | Betumarco          | Cr$ 451 milhões | 25 de janeiro de 1979 |
| Santa Terezinha       | Ecisa              | Cr$ 451 milhões | 25 de janeiro de 1979 |

#### Fase II (1979–1983)
| Trecho/estações | Empresas       | Custo previsto | Inauguração      |
| --------------- | -------------- | -------------- | ---------------- |
| Antonio João    | N/D            | N/D            | novembro de 1982 |
| Barueri         | N/D            | N/D            | novembro de 1982 |
| Jardim Belval   | N/D            | N/D            | março de 1983    |
| Jardim Silveira | N/D            | N/D            | março de 1983    |
| Jandira         | SEC Ltda.      | N/D            | março de 1983    |
| Itapevi         | HOS Engenharia | N/D            | março de 1983    |

#### Fase III (1985–1989)
| Trecho/estações    | Empresas                   | Custo previsto     | Inauguração             |
| ------------------ | -------------------------- | ------------------ | ----------------------- |
| Amador Bueno       | Stel S.A.                  | Cr$ 263.156.487,00 | 21 de junho de 1985     |
| Ambuitá            | Construtora Sorocaba Ltda. | Cr$ 242 065 429,00 | 21 de junho de 1985     |
| Santa Rita         | Construtora Sorocaba Ltda. | Cr$ 261 623 888,00 | 21 de junho de 1985     |
| Cimenrita          | N/D                        | N/D                | 21 de junho de 1985     |
| Sagrado Coração    | Betumarco                  | N/D                | 20 de fevereiro de 1987 |
| Engenheiro Cardoso | Betumarco                  | N/D                | 20 de fevereiro de 1987 |
| Barra Funda        | Mendes Junior              | N/D                | 17 de dezembro de 1988  |

As oficinas e o pátio da linha foram construídos e inaugurados em 1986, ao lado da Estação Presidente Altino. Em 1996, a divisão DRM da Fepasa foi incorporada pela CPTM.

## Estações
| Estação                                         | Município   | Observações                                            |
| ----------------------------------------------- | ----------- | ------------------------------------------------------ |
| Júlio Prestes                                   | São Paulo   | Reformada e reinaugurada em 25 de janeiro de 1979      |
| Barra Funda                                     | São Paulo   | Reconstruída e reinaugurada em 5 de novembro de 1988   |
| Lapa                                            | São Paulo   | Reconstruída e reinaugurada em 25 de janeiro de 1979   |
| Domingos de Moraes                              | São Paulo   | Reconstruída e reinaugurada em 25 de janeiro de 1979   |
| Imperatriz Leopoldina                           | São Paulo   | Reconstruída e reinaugurada em 25 de janeiro de 1979   |
| Presidente Altino                               | Osasco      | Reconstruída e reinaugurada em 25 de janeiro de 1979   |
| Osasco                                          | Osasco      | Reconstruída e reinaugurada em 25 de janeiro de 1979   |
| Comandante Sampaio                              | Osasco      | Reconstruída e reinaugurada em 25 de janeiro de 1979   |
| Quitaúna                                        | Osasco      | Reconstruída e reinaugurada em 25 de janeiro de 1979   |
| General Miguel Costa (antes, Matadouro e Km 21) | Osasco      | Reconstruída e reinaugurada em 25 de janeiro de 1979   |
| Carapicuíba                                     | Carapicuíba | Reconstruída e reinaugurada em 25 de janeiro de 1979   |
| Santa Teresinha                                 | Carapicuíba | Reconstruída e reinaugurada em 25 de janeiro de 1979   |
| Antônio João                                    | Barueri     | Reconstruída e reinaugurada em 12 de novembro de 1982  |
| Barueri                                         | Barueri     | Reconstruída e reinaugurada em 12 de novembro de 1982  |
| Jardim Belval                                   | Barueri     | Reconstruída e reinaugurada em 11 de março de 1983     |
| Jardim Silveira                                 | Barueri     | Reconstruída e reinaugurada em 11 de março de 1983     |
| Jandira                                         | Jandira     | Reconstruída e reinaugurada em 11 de março de 1983     |
| Sagrado Coração                                 | Jandira     | Reconstruída e reinaugurada em 11 de março de 1983     |
| Engenheiro Cardoso                              | Itapevi     | Reconstruída e reinaugurada em 20 de fevereiro de 1987 |
| Itapevi                                         | Itapevi     | Reconstruída e reinaugurada em 11 de março de 1983     |
| Santa Rita                                      | Itapevi     | Reformada e reinaugurada em 21 de junho de 1985        |
| Cimenrita                                       | Itapevi     | Reformada e reinaugurada em 21 de junho de 1985        |
| Ambuitá                                         | Itapevi     | Reformada e reinaugurada em 21 de junho de 1985        |
| Amador Bueno                                    | Itapevi     | Reformada e reinaugurada em 21 de junho de 1985        |
| Parada 46                                       | São Roque   | Desativada da linha em 1998                            |
| São João Novo                                   | São Roque   | Desativada da linha em 1998                            |
| Parada 50                                       | São Roque   | Desativada da linha em 1998                            |
| Mailasqui                                       | São Roque   | Desativada da linha em 1998                            |
| Parada Cinzano                                  | São Roque   | Desativada da linha em 1998                            |
| Gabriel Piza                                    | São Roque   | Desativada da linha em 1998                            |
| São Roque                                       | São Roque   | Desativada da linha em 1998                            |
| Parada Marmeleiro                               | São Roque   | Desativada da linha em 1998                            |
| Mairinque                                       | Mairinque   | Desativada da linha em 1998                            |

## Passageiros transportados
Antes da realização das obras de remodelação, a Linha Oeste transportou trinta milhões de passageiros em 1977. Em 1980, com a abertura da primeira fase da linha remodelada, o número de passageiros transportados foi de 56 milhões. O auge de passageiros transportados foi em 1991, quando 98 milhões foram transportados:
| Ano* | Quantidade | Ano  | Quantidade |
| ---- | ---------- | ---- | ---------- |
| 1977 | 30 841 407 | 1991 | 98 450 229 |
| 1978 | 24 644 490 | 1992 | 94 655 129 |
| 1979 | 43 740 298 | 1993 | 90 026 077 |
| 1980 | 56 413 137 | 1994 | 86 513 579 |
| 1990 | 97 106 029 | 1995 | 89 594 035 |

- Observação: entre 1976 e 1980 a Linha Sul da Fepasa permaneceu desativada para obras.